# کودوزولوش یکم
کودوزولوش یکم در حدود سال ۱۷۵ ق. م پس از برادرش سیوه پلر هوهپک به تخت شاهی نشست. در ایلام باستان نظام سلطنت به این صورت بود که سلطنت از برادر به برادری دیگر می‌رسید و فرزند پادشاه به امیری شوش می‌رسید؛ بنابراین وقتی کودوزولوش به تخت شاهی نشست چون پسری نداشت، خواهرزاده‌اش یا به روایتی برادرزاده‌اش کوتر نهونته اول را به امیری شوش منسوب کرد. به نظر می‌رسد که کودوزولوش یکم، پادشاه نسبتاً نیرومندی بوده‌است؛ چون در دورهٔ او نفوذ سیاسی و نظامی ایلام در زاگرس و میان رودان در حوالی رود دیاله همچنان ادامه یافت. در منابع میان رودی نام کودوزولوش آمده و از او به عنوان (سوکل شوش) یاد می‌کنند. دیگر اثری که نام کودوزولوش در آن آمده نقش مهرهایی از کارگزارانی است که به عنوان (خدمتگزاران کودوزولوش) نامیده شده‌اند. این نقش مهرها در شهر مرزی ملگیوم-مالگیوم یافت شده و این نکته باز هم مهر تأییدی بر نفوذ ایلام در میان رودان و بخصوص بخش شرقی آن است.